# Tupaia gracilis
Tupaia gracilis é uma espécie de mamífero arborícola da família Tupaiidae. Pode ser encontrado nas ilhas de Bornéu, Karimata, Belitung, Bangka e Banggi (Indonésia, Brunei e Malásia).